# Praça Velha
A Praça Velha ou, simplesmente, Praça foi o primitivo centro cívico da cidade da Póvoa de Varzim em Portugal. É a mais antiga praça da cidade.

## História

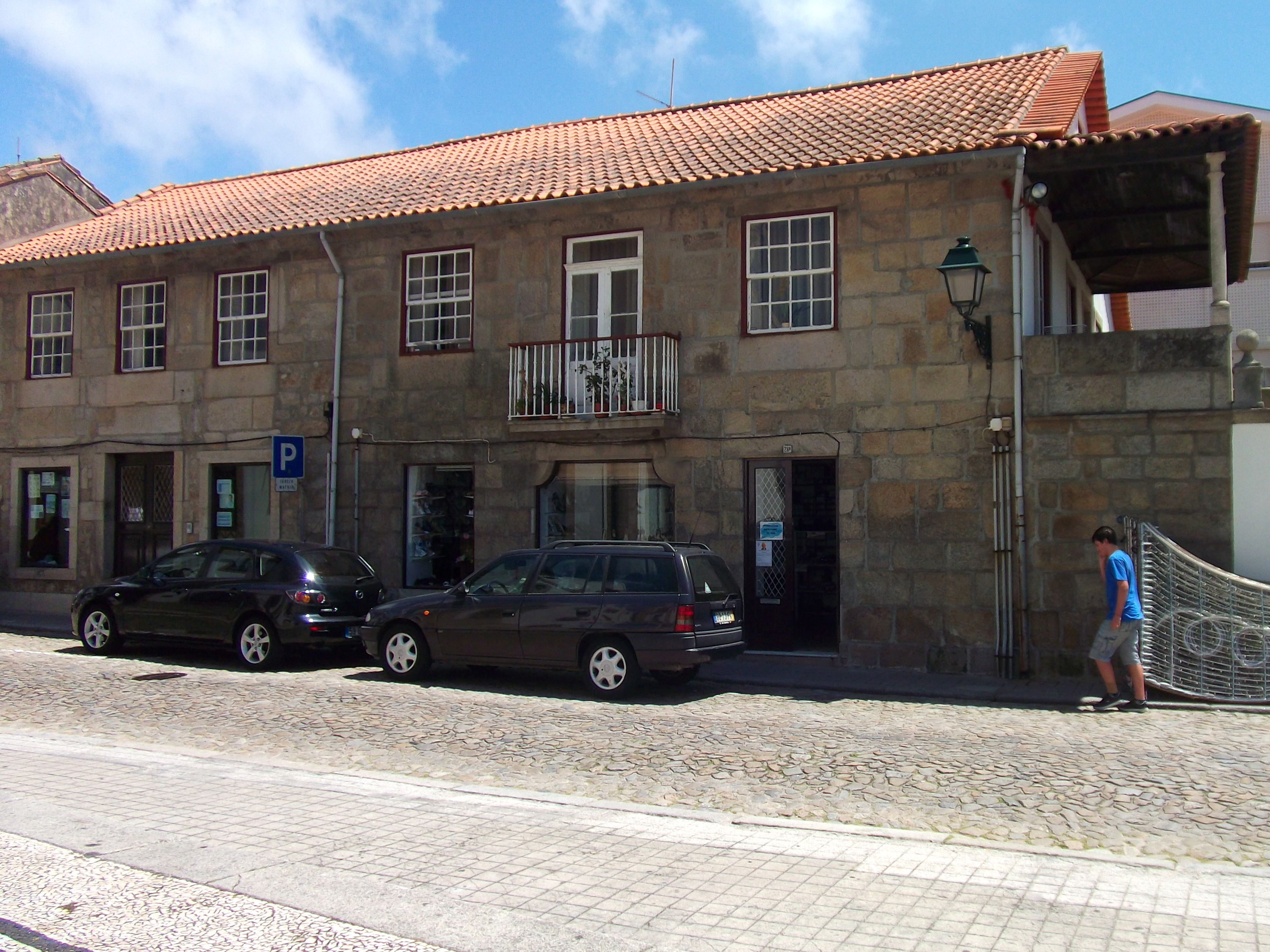
Casa de António Cardia. Piloto-mor da Armada Portuguesa durante a defesa da Bahia em 1624. Cardia criou as celebrações da semana santa da Póvoa de Varzim em 1687.

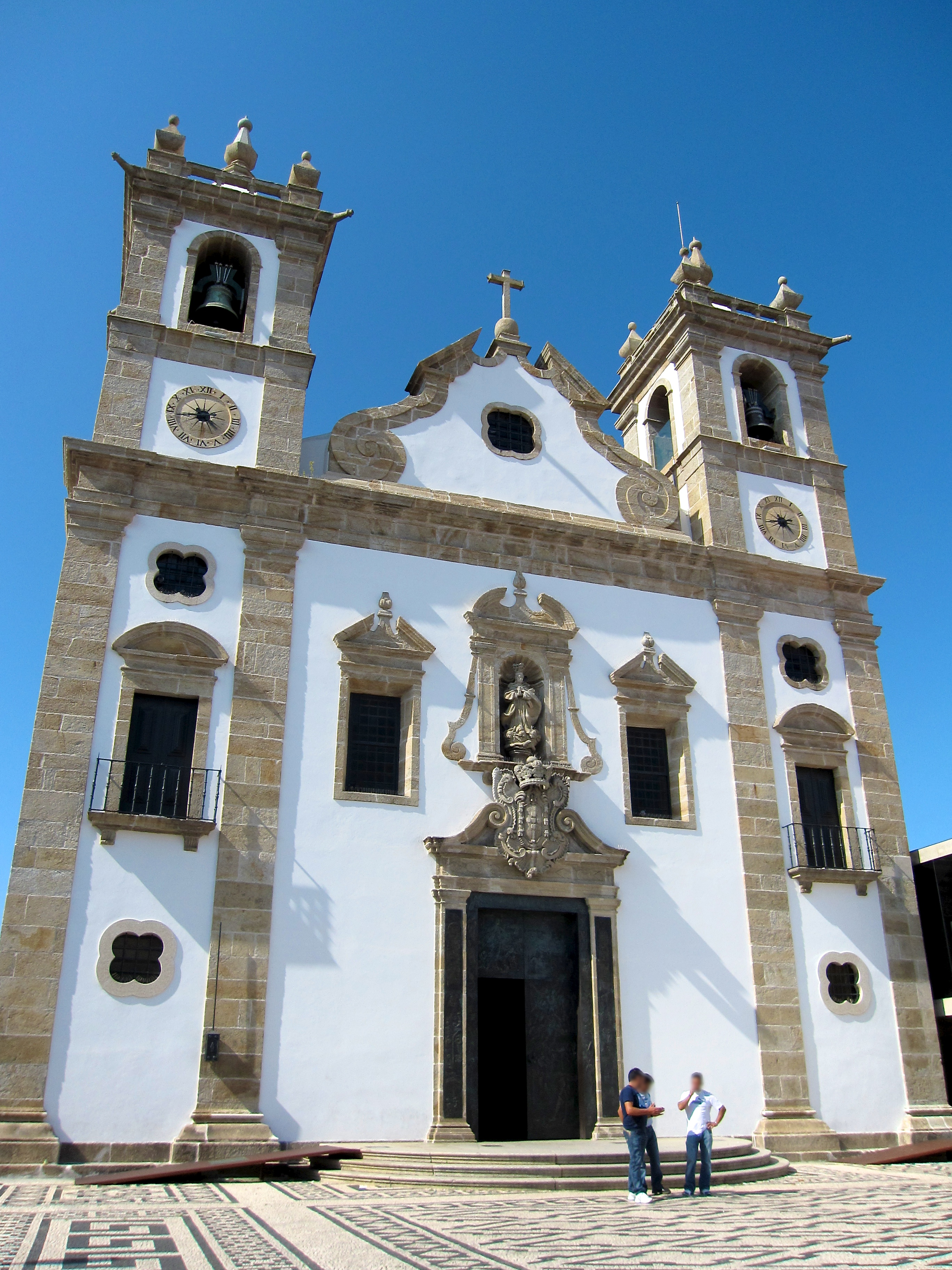
A Igreja Matriz delimita desde 1743 o topo norte da Praça.

A Praça Velha, geradora do núcleo urbano quinhentista, era a praça do mercado e desde cedo acolheu essa função de mercado, conhecida entre os poveiros ainda hoje como Praça. Ali se fazia a feira franca e se localizava o açougue público. Era uma vasta área, com a Casa da Câmara (século XIV) e a Capela da Madre Deus (anterior a 1521), posteriormente a Igreja Matriz e, por isso, foi também chamada, por vezes, de Praça da Igreja. Era um espaço mais amplo que o actual e que com a construção da Igreja Matriz tomou forma quadrangular.

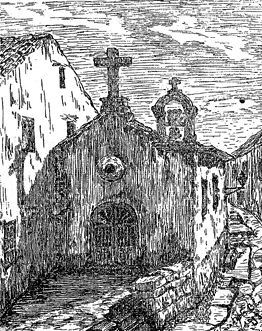
Capela de Madre Deus, a capela mais popular na época quinhentista.

A área entre a Capela Madre e a Casa do Concelho, designada em 1596 como "praça desta villa", constituía um verdadeiro centro cívico, aproximando-se do papel que uma praça desempenhava numa cidade medieval, onde se implantava a catedral ou a igreja, se fazia o mercado e se construíam os edifícios mais importantes da cidade.
O edifício da Câmara dotava a praça de uma arcaria, proteção contra o sol e a chuva, era assim o pólo da vida pública. Era também no rés-do-chão do edifício da câmara que estava situada a cadeia.
Na época de Quinhentos dominavam as casas térreas pela Póvoa, mas há indicações da existência de habitações sobradadas, com vergas de linhas curvas e entalhadas na face exterior. A essa arquitectura mais rica associa-se a classe dos mareantes, senhores ricos, como Amador Alvares, piloto da carreira das Índias, ou dos pilotos Pedro Fernandes, Diogo Pyz de São Pedro, Lourenço Dias entre outros. Esta burguesia era a grande detentora do património imobiliário, em volta da Praça, que a população via como o aglomerado urbano. Enquanto que arrabaldes como Vila Velha, o núcleo romano e alto medieval da Póvoa de Varzim, eram vistos como rurais, distinção urbana e rural criada com o foral de D. Dinis em 1308 em que surge o municipalismo poveiro.
À praça chegavam diversos arruamentos, que ligavam o centro urbano aos arrabaldes e aos visitantes de cidades e vilas vizinhas como Barcelos, Braga, Guimarães ou Vila do Conde. Assim, por esta conjunção de factores religiosos, administrativos e comerciais que, facilmente, se antevê a agitação diária que marcava a Praça.
A dimensão da praça foi sendo reduzida, pois inicialmente abarcava o jardim da residência seiscentista em frente à Casa da Câmara e o Adro da Igreja Matriz, que não se encontrava demarcado como nos dias de hoje. A sua importância como centro cívico, económico e político começa a desfazer-se com a provisão régia de 1791 por D. Maria I, que lança a reestruturação urbana da Póvoa de Varzim e deslocalização do poder municipal para a Praça Nova.